# Sekvence (hudba)
Sekvence je v hudbě opakování stejného melodického nebo harmonického úryvku o určitý interval výše nebo níže.

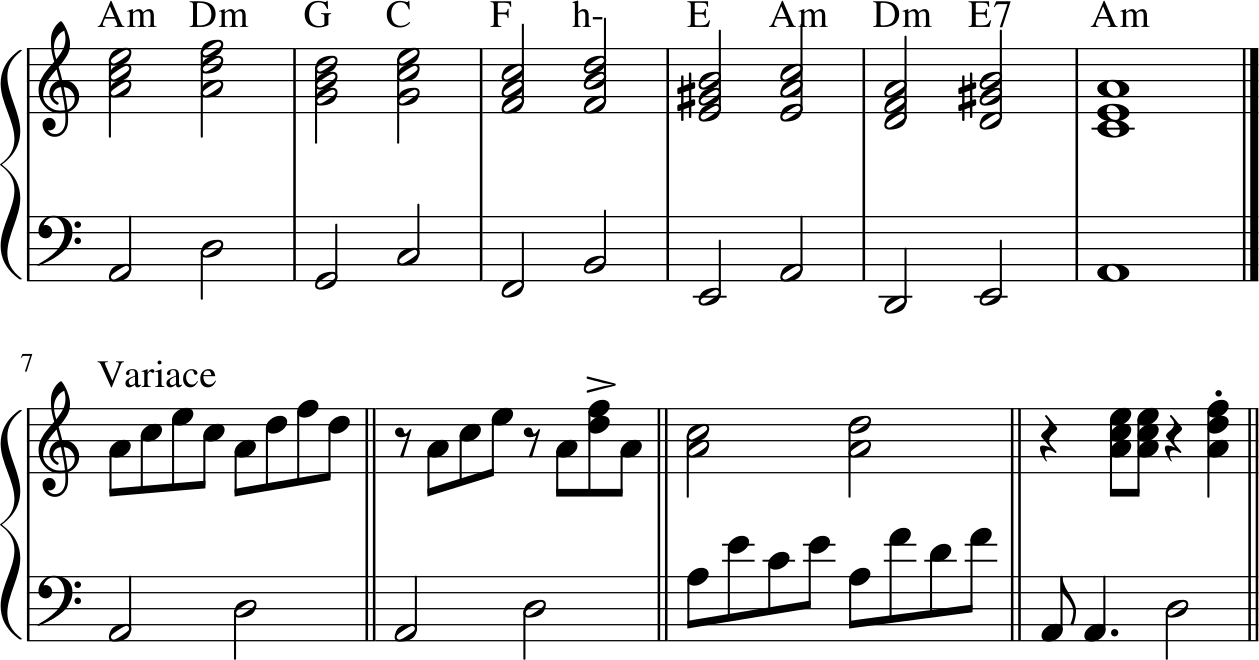
Ukázka sekvence, které se říká německy Schusterfleck neboli rychlá záplata, protože umožňuje vyplnit čas při preludování či improvizaci.